# Братислава (аеропорт)
Аеропорт імені М. Р. Штефаника (словац. Letisko M. R. Štefánika) також знаний як Братислава-Іванка (словац. Bratislava-Ivanka; (IATA: BTS, ICAO: LZIB)) — аеропорт Братислави, столиці Словаччини. Найбільший і найстаріший аеропорт країни. Розташовується в селі Іванка на схід від Братислави. Названий на честь військового і політичного діяча Мілана Ростислава Штефаника.
Аеропорт Братислави знаходиться за 9 км NE від центру міста, його площа становить 4,77 км². Він розташований у годині їзди від Відня (Австрія), Брно (Чехія) і Дьйору (Угорщина). Найближчий великий міжнародний аеропорт знаходиться у Відні, приблизно за 50 км на захід.
Є хабом авіакомпаній:
- Ryanair
- Smartwings Slovakia

## Характеристики
Перший регулярний рейс між Прагою і Братиславою відбувся у 1923 році, новоутвореним перевізником Czechoslovak Airlines. У той час аеропорт в Братиславі знаходився за 3 км від теперішнього. Цей аеропорт зараз закритий. Підготовчі роботи з побудови аеропорту ім. Штефаника розпочалися у 1947 році, а будівництво розпочалося у 1948-му з двох злітно-посадкових смугам (04/22, 1900 м і 13/31, 1500 м). Аеропорт було відкрито у 1951 році.

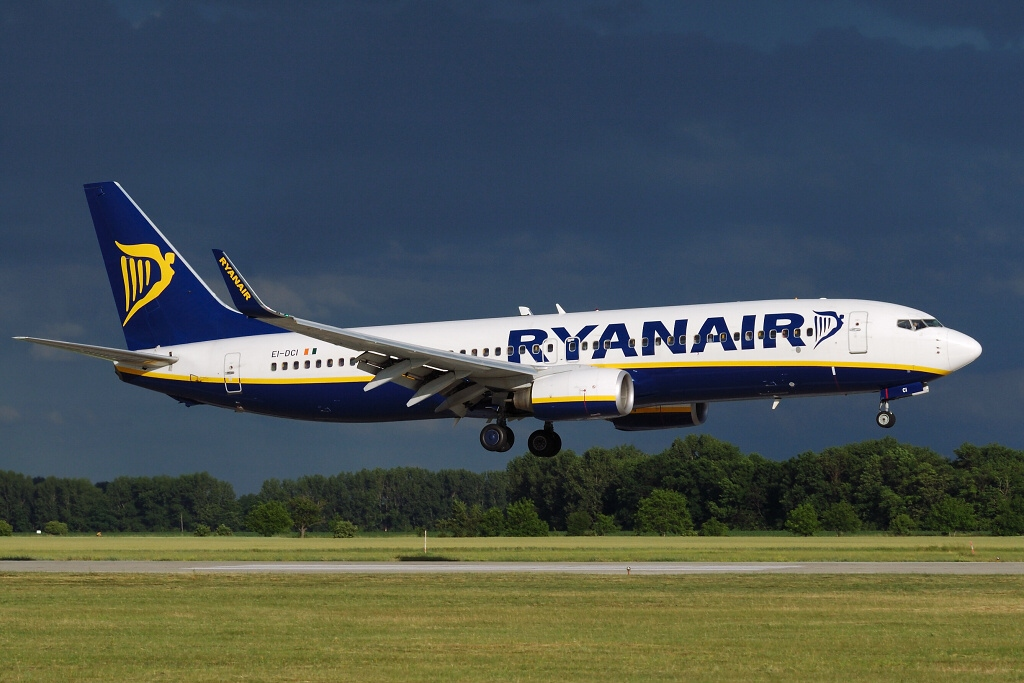
Ryanair Boeing 737-800 у аеропорту Братислави

Сьогодні він обслуговує як заплановані, так і незаплановані, внутрішні і міжнародні рейси. Тепер[коли?] злітно-посадкові смуги дозволяють посадку практично всіх типів повітряних суден, що використовуються (за винятком Airbus A380, Ан-225 і Boeing 747-8). Аеропорт знаходиться в категорії 4E для повітряних суден, і категорії 7 або 8 за запитом з точки зору потенційного порятунку.
Аеропорт має дві  перпендикулярні ЗПС (04/22 і 13/31), обидві було повністю реконструйовано у 1980-х роках. Злітно-посадкова смуга 13/31 обладнана для категорії ICAO IIIA заходу на посадку і посадки, в той час як 04/22 має категорію I.
Аеропорт використовує один термінал — термінал А. Старий термінал, побудований у 1970 році, було закрито у січні 2011 року, новий введено в експлуатацію в липні 2012 року. Термінал В, побудований 1994 року, і термінал C, побудований 2006-го, зараз не використовуються. Нова вежа управління була побудована у 1990-і роки. Нова будівля з'єднує термінал вильотів з терміналом прибуття B — її будівництво завершено у листопаді 2008 року.
Пасажиропотік аеропорту Братислави тимчасово знизився на початку 1990-х років через конкуренцію з боку сусіднього міжнародного аеропорту Відня, що знаходиться за 50 км (34 миль) від аеропорту Братислави). 2005 року пасажиропотік склав 1,326,493 особи; а у 2008 році — 2,218,545 осіб.
Проте, у зв'язку з економічним спадом і колапсом Slovak Airlines, SkyEurope Airlines, Air Slovakia й Seagle Air, пасажиропотік скоротився до 1,4 мільйона осіб у 2012 році.

## Термінал

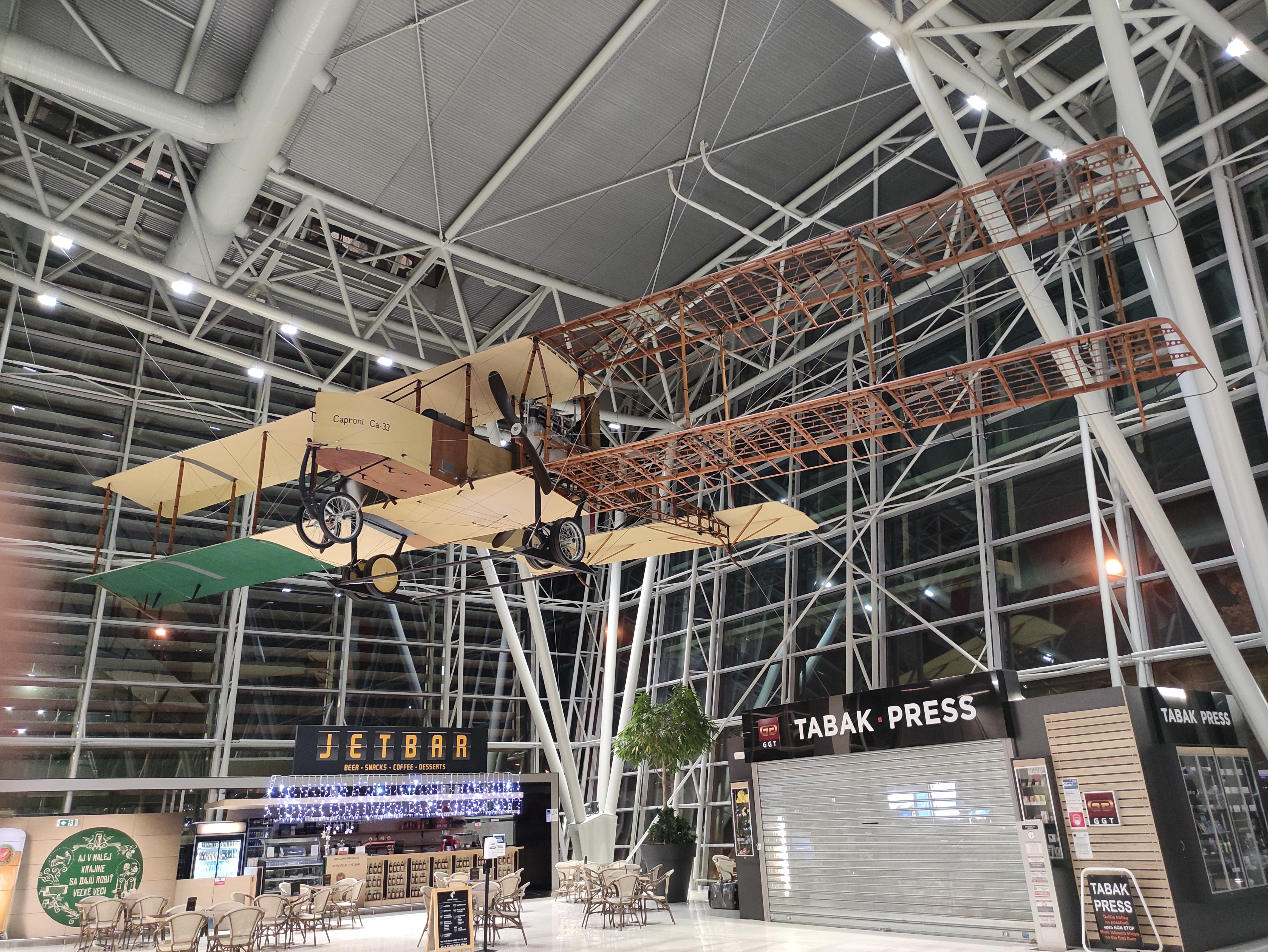
Caproni Ca.33 в залі відправлень аеропорту Штефаніка, січень 2022

Сучасний термінал споруджувався з лютого 2009 по червень 2012 за проєктом AGA Letiste s. r. o. Проєктантом інтер'єру виступала компанія A. M. ARCHITECTS.

## Авіакомпанії і напрямки, червень 2022

### Пасажирські
| Авіакомпанія     | Пункт призначення |
| ---------------- | --- |
| Air Cairo        | Хургада Сезонний чартер: Шарм-ель-Шейх (з 26 червня 2019) |
| Croatia Airlines | Сезонний чартер: Брач |
| Ryanair          | Бергамо, Брюссель-Шарлеруа, Дублін, Единбург, Ейндговен, Загреб, Копенгаген, Лансароте, Лідс-Брадфорд, Лондон-Станстед, Мальта, Манчестер, Салоніки, Софія Сезонний: Альгеро, Бургас, Корфу, Даламан, Пальма-де-Мальорка, Пасфос, Трапанані-Біргі |
| Smartwings       | Сезонний: Анталія, Бургас, Катанія, Корфу, Іракліон, Ларнака, Пальма-де-Мальорка, Родос, Закінф Сезонний чартер: Акаба, Альмерія, Боа-Вішта, Араксос, Дакар-Діас, Даламан, Джерба, Марса-Алам, Монастір, Салоніки, Хургада                        |
| Wizz Air         | Лондон-Лутон, Львів, Скоп'є, Софія |

### Вантажні
| Авіакомпанія | Пункт призначення               |
| ------------ | ------------------------------- |
| DHL Aviation | Брюссель, Лейпциг/Галле, Скоп'є |

## Статистика

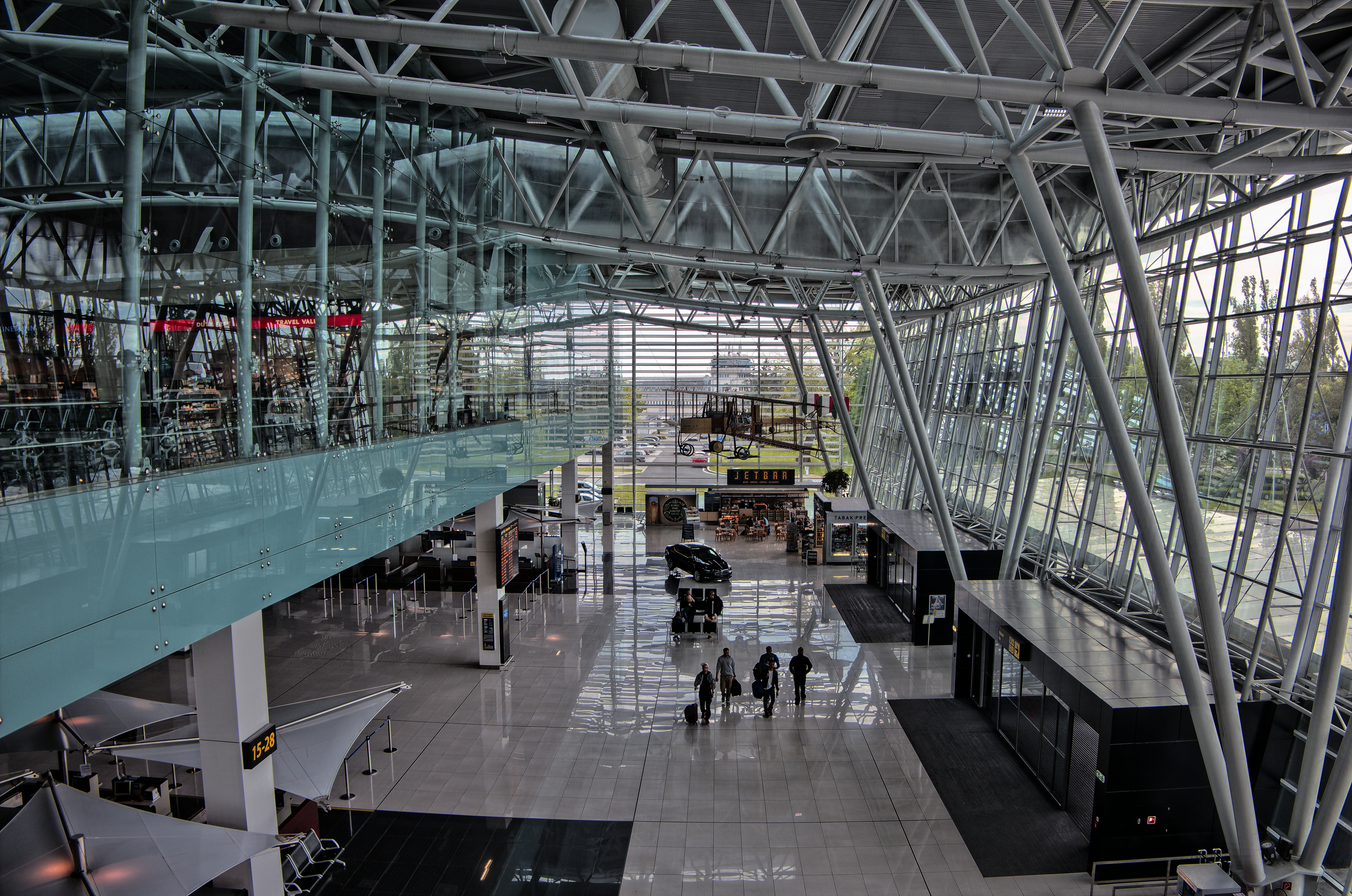
Зал реєстрації

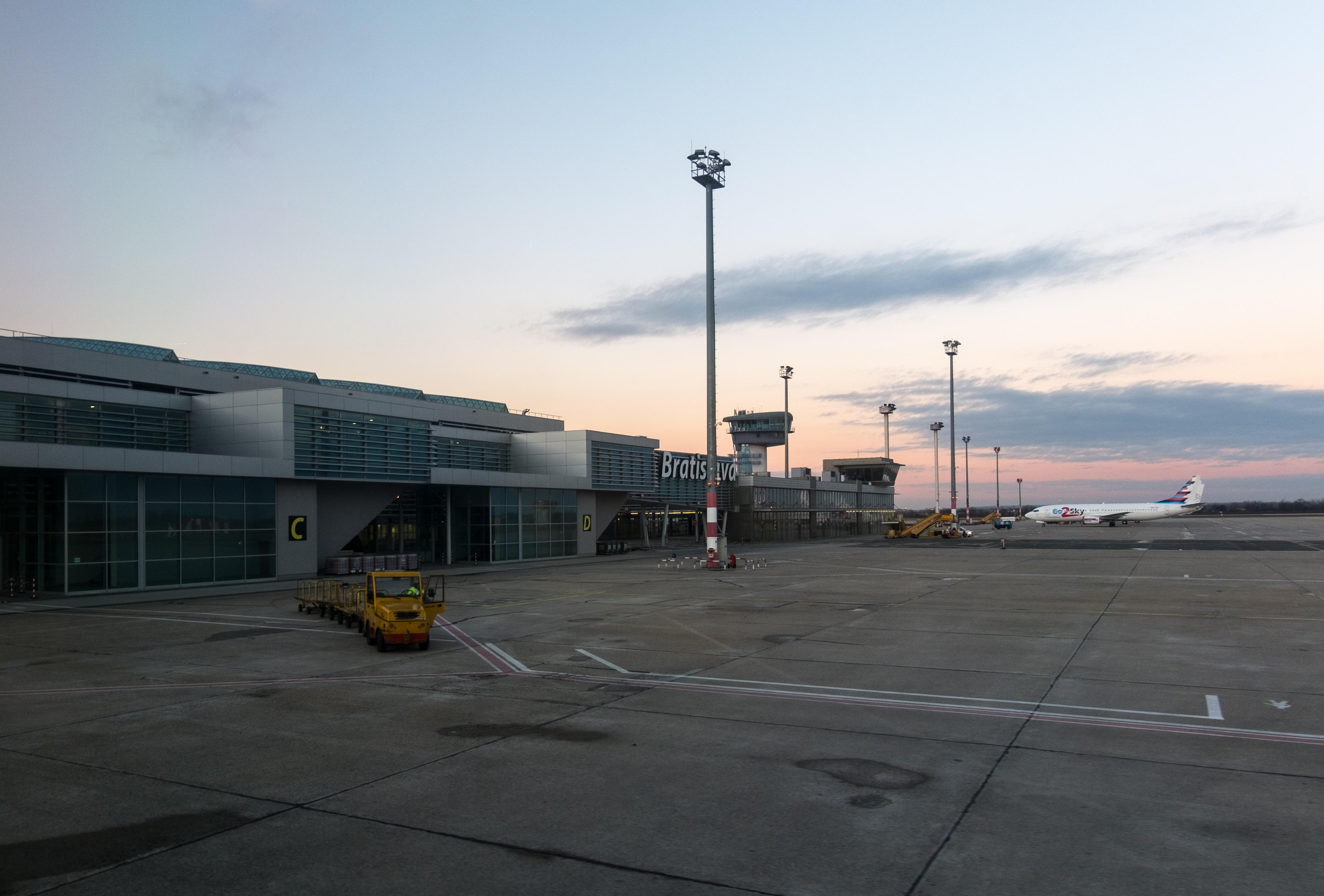
Перон

| Рік  | Пасажирообіг | Зміна  | Вантажообіг (тон) |
| ---- | ------------ | ------ | ----------------- |
| 1997 | 285,983      |        | 1,641             |
| 1998 | 324,219      | +13.4% | 1,443             |
| 1999 | 276,092      | -14.8% | 1,605             |
| 2000 | 283,714      | +2.8%  | 2,878             |
| 2001 | 293,326      | +3.4%  | 3,171             |
| 2002 | 368,203      | +25.5% | 4,831             |
| 2003 | 480,011      | +30.4% | 10,883            |
| 2004 | 893,614      | +86.2% | 6,972             |
| 2005 | 1,326,493    | +48.4% | 3,633             |
| 2006 | 1,937,642    | +46.1% | 5,055             |
| 2007 | 2,024,142    | +4.5%  | 1,969             |
| 2008 | 2,218,545    | +9.6%  | 6,961             |
| 2009 | 1,710,018    | −22.9% | 11,903            |
| 2010 | 1,665,704    | −2.6%  | 17,717            |
| 2011 | 1,585,064    | −4.8%  | 20,530            |
| 2012 | 1,416,010    | −10.7% | 22,563            |
| 2013 | 1,373,078    | −3.0%  | 21,271            |
| 2014 | 1,355,625    | −1.3%  | 19,448            |
| 2015 | 1,564,311    | +15.4% | 21,098            |
| 2016 | 1,756,808    | +12.3% | 22,895            |
| 2017 | 1,942,069    | +10,5% | 26,246            |
| 2018 | 2,292,712    | +18,1% | -                 |
| 2019 | 2,290,242    | -0,1%  | 20,449            |
| 2020 | 405,097      | -82%   | 24,739            |
| 2021 | 480,152      | +18,5% | ?                 |

## Наземний транспорт

### Автобуси
- Братислава — міський автобус № 61 вдень з'єднує аеропорт з центром міста і центральним залізничним вокзалом. Автобус № 96 прямує до Петржалка. Вночі аеропорт обслуговує автобус N61 від центрального залізничного вокзалу.
- Відень — Blaguss/FlixBus [10] і Slovak Lines (спільно з Postbus) діють автобусні лінії (25 рейсів на день — приблизно кожні 45 хвилин) до Відня, які зупиняються також в аеропорту Відня. Поїздка до центру міста Відень займає від 75 до 90 хвилин.
- Інші напрямки — автобуси Slovak Lines вирушають з аеропорту до всіх великих міст Словаччини.